# 配资
配资，中國證券市場術語，即使用借貸或變相借貸的方式以交易人投入的較小资金，“配”上借貸或變相借貸人的資金，用來購買價值比交易人投入资金大許多倍的證券。是一種增加投資平均收益也同時增加投資風險的金融工具。類似其他國家金融市場所稱“杠杆”，也叫“保证金交易”。配資的類別有期货配资、股指配资、权证配资等。目前中国大陆股票按照規定應采取1：1交易方式，但實際交易人通過“配資公司”可以在交易股票、股指期貨等金融產品時進行相當幅度的配資。